# Manchester (Bolivia)
Manchester es una localidad de Bolivia, ubicada en la región de la Amazonía. Administrativamente se encuentra en el municipio de Puerto Rico de la provincia de Manuripi en el departamento de Pando, a orillas del río Manuripi. A finales del siglo XIX, atraído por la fiebre del caucho, el metalúrgico inglés Anthony Webster-James instaló una fundición. Manchester alberga unas 30 casas alrededor de un campo de fútbol.